# Clethra fimbriata
Clethra fimbriata är en tvåhjärtbladig växtart som beskrevs av Carl Sigismund Kunth. Clethra fimbriata ingår i släktet Clethra och familjen Clethraceae. Inga underarter finns listade i Catalogue of Life.